# Романов, Николай Яковлевич
Никола́й Я́ковлевич Рома́нов (16 февраля 1908, Москва — 10 сентября 1991, Москва) — советский актёр театра и кино. В кино играл преимущественно эпизодические роли. Наиболее известен по роли шефа контрабандистов в популярной комедии Леонида Гайдая «Бриллиантовая рука».

## Биография
Родился в семье московских служащих. Отец — Яков Иванович  Романов (ум. 1913), мать — Любовь Романовна (урожд. Дорофеева; ум. 1943). Отец происходил из крестьян московской губернии, умер от туберкулёза, когда Николаю было 5 лет, воспитанием мальчика занималась мать, с которой он и начал посещать театр. 
Николай Романов начал актёрскую карьеру ещё в немом кино. В 1929 году он окончил кинокурсы имени Б. В. Чайковского и с 1929 по 1932 год работал актёром на киностудии «Межрабпомфильм».
Успев сняться в семи картинах, самой известной из которой стал «Дезертир», Николай Романов 8 апреля 1932 года был арестован по анонимному доносу, который, как позже оказалось, написал его душевнобольной коллега. Актёра осудили на пять лет и направили в лагерь на Беломорканале где он попал на тяжёлые физические работы и скорее всего не выжил бы, но заместитель начальника лагеря оказался поклонником фильма «Дезертир» и, узнав в Романове одного из актёров, снял его с работы и отправил играть в лагерном театре. Уже в июне 1935 года он был досрочно освобождён.
Романов пошёл работать в Куйбышевский драмтеатр,  поскольку возвращаться в Москву и другие крупные города ему было запрещено. В том же 1935 году Николай Яковлевич женился на актрисе того же театра Ольге Дмитриевне Петровой и в 1939 году у них родился сын Алексей.
Николай Романов проработал в Куйбышевском театре до 1937 года, после чего играл в Тульском ТЮЗе (1937—1938), Острогожевском драмтеатре (Воронежская область) (1938), Петропавловском (Казахская ССР) русском драматическом театре (1938—1939), Марийском театре (1939—1940), Куйбышевском ТЮЗе (1940—1941), драмтеатре города Барыш (Ульяновская область) (1941), Сызранском городском театре (Куйбышевская область) (1942), Сталинградском областном драматическом театре (1942—1943), Камышинском драмтеатре (Волгоградская область) (1943—1945), Бобруйском областном драматическом театре (Белорусская ССР) (1945—1947), Гродненском областном драматическом театре (Белорусская ССР) (1947—1949), Архангельском большом драматическом театре (1949—1950), драматическом театре города Кимры (Калининская область, ныне Тверская область) (1950—1957).
В 1958 году семья Романовых переехала в Москву, однако им было негде жить, и какое-то время семья ютилась в бараке, а в 1961 году, после реабилитации, Николай Яковлевич был принят на Киностудию имени Горького, где работал до 1972 года.
В старости начала прогрессировать болезнь Альцгеймера, он перестал узнавать родных и близких. В 1991 был госпитализирован с воспалением лёгких и умер в больнице. Похоронен на Миусском кладбище.

## Фильмография
1. 1927 — Два друга, модель и подруга — комсомолец
2. 1927 — Кто ты такой?
3. 1927 — Москва в Октябре — гимназист
4. 1927 — Ухабы — комсомолец
5. 1928 — Кукла с миллионами — молодой человек
6. 1929 — СЭП № 1 — Колька
7. 1931 — Путёвка в жизнь — беспризорник
8. 1933 — Дезертир — Генрих
9. 1963 — Большие и маленькие — Мухин, отец ученика Мухина
10. 1963 — Если ты прав… — Михаил Абрамович
11. 1963 — Им покоряется небо — врач Николай Павлович
12. 1963 — Королевство кривых зеркал — придворный в сером парике
13. 1964 — Дальние страны — Серафим
14. 1965 — Брошенная трубка — дедушка
15. 1965 — Двадцать лет спустя — врач
16. 1966 — Зося — лейтенант
17. 1967 — Морские рассказы — чиновник морского ведомства
18. 1967 — Дай лапу, Друг! — кассир
19. 1967 — Огонь, вода и… медные трубы — мудрец
20. 1967 — «Я вас любил…» — прохожий музыкант (нет в титрах)
21. 1968 — Братья Карамазовы
22. 1968 — Зигзаг удачи — мужчина на розыгрыше лотереи
23. 1968 — Бриллиантовая рука — Шеф
24. 1968 — Крах — иностранный журналист
25. 1968 — Шестое июля — делегат съезда
26. 1969 — Главный свидетель — адвокат
27. 1969 — Преступление и наказание — чиновник
28. 1969 — Старый дом — чиновник
29. 1970 — Вас вызывает Таймыр — профессор
30. 1970 — Один из нас — смотритель музея
31. 1970 — Поезд в завтрашний день — работник Совнаркома
32. 1971 — Достояние республики — продавец оружия
33. 1972 — На углу Арбата и улицы Бубулинас
34. 1973 — Берега — бухгалтер
35. 1974 — Иван да Марья — звонарь
36. 1981 — Механик
37. 1985 — Змеелов